# Abaddon

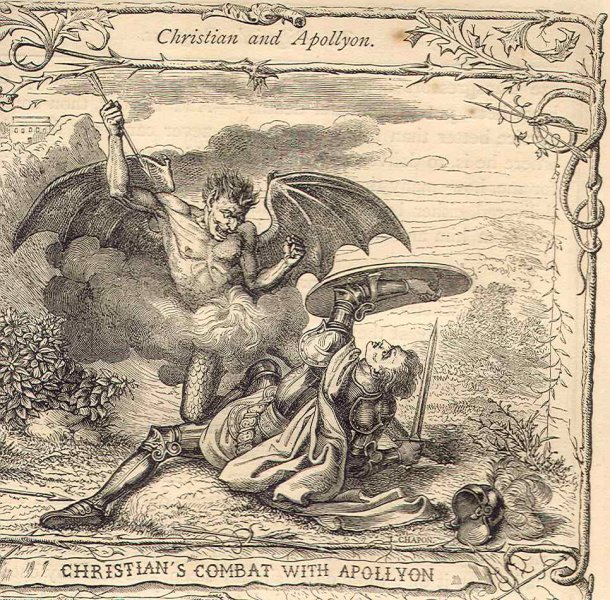
Verbeelding van Abaddon (links) vechtend tegen de christenen

Abaddon (Hebreeuws: אבדון, avadon, "verderf" of "vernietiging") of Apollyon Grieks: Ἀπολλύων, Apollúōn, "vernietiger") is een mythologisch personage uit Openbaring 9:11, waar hij "de engel van de afgrond" wordt genoemd. In de Hebreeuwse Bijbel wordt over Abaddon gesproken in relatie tot het dodenrijk Sjeol (Job 26:6; 28:22; Psalm 88:11). Abaddon werd daarom ook gebruikt als een aanduiding voor de onderwereld.

## Alternatieve interpretatie
Een andere uitleg is dat Openbaring 20:1-3 gaat over dezelfde engel als die in Openbaring 9:1-2, die de sleutel van de afgrond heeft. Het is juist deze engel die Satan in de afgrond gooit en hem bindt voor 1000 jaren. Dat zou betekenen dat deze krachtige en machtige engel een engel van God is.
Jehova's getuigen geloven dat Abaddon Jezus Christus zelf is, die optreedt als oordeelvoltrekker of vernietiger.